# 태양신천지
태양신천지 (중국어 간체자: 太阳新天地, 정체자: 太陽新天地, 병음: Tàiyáng xīntiāndì)은 중국 광저우 톈허 지역에 있는 주장 뉴 타운의 쇼핑 센터이다.

## 개요
2012년에 완공된 해피 밸리 몰은 150,000 제곱 미터의 크기로 Altoon-Partners와 Benoy Ltd에 의해 건축되었다. 방대한 층의 크기로 인해 주장 뉴 타운 지역에서 가장 큰 쇼핑 센터로 급부상했다. 현재 이 쇼핑 센터는 광저우에 있는 파라곤 그룹이 운영하고 있다.
해피 밸리 몰에는 Class Cavalli of Roberto Cavalli, Maxvalu Tokai, Uniqlo, Dirk Bikkembergs와 같은 세계적인 리테일 브랜드가 입점 되어있고, China Film Cinema의 플래그쉽 매장이 있다.

## 위치와 접근성

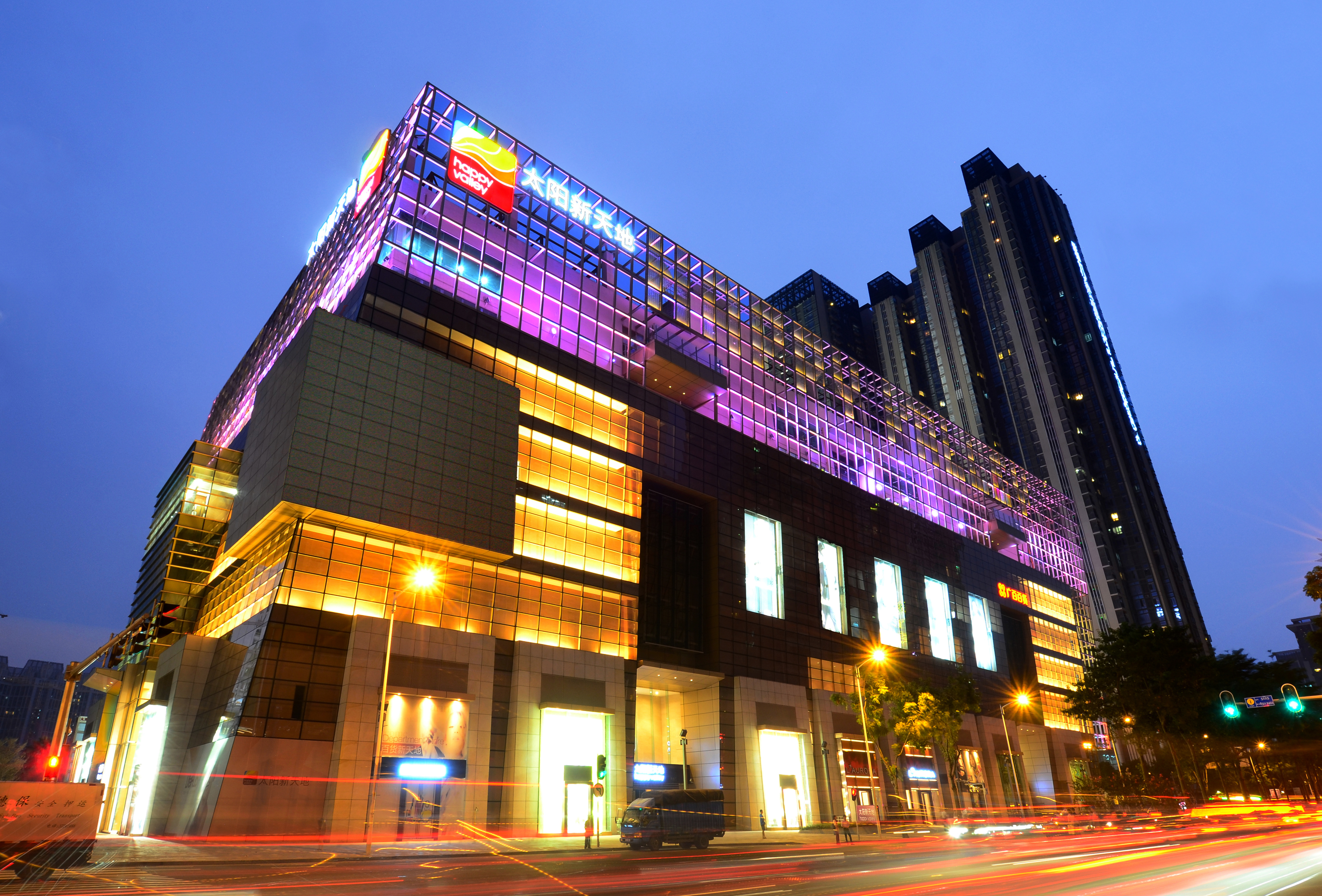
The Happy Valley Mall at night

해피 밸리 몰은 광저우의 36 Ma Chang Road 에 위치하고 있다. 1200대의 주차 공간이 있고, 몰 앞의 버스 정류장이나 광저우 메트로 5호선의 탄쿤역에서 접근이 용이하다.
해피 밸리 몰은 캔톤 맨션, 광저우 위통 맨션과 유펑 파크 타워와 같은 럭셔리 주거 지역에서 걸어서 이동할 수 있다.
또한, 차이나 유니콤 스퀘어, GRC Cooperative Union, 푸지 케선 빌딩을 포함한 오피스 공간에서 인접해 있으며
광저우 인터네셔널 파이낸스 센터에서 자동차로 10분 거리에 있다.
광저우 자키 클럽과 주장 공원에서 가깝고, 중국에서 가장 많은 외국인 학생들이 다니고 있는 진안 대학교
가 황푸 거리 맞은편에 위치하고 있다.
그리고 주변에는 밴 버그 호텔, 자키 클럽 호텔, W 호텔, 광저우 리츠칼튼 호텔과 The Ascott Limited의 Ascott IFC 아파트가 있다.